# Göcsej InterCity
A Göcsej InterCity egy Budapest-Déli és Zalaegerszeg között 2 óránként közlekedő Hibrid-IC vasúti járat.

## Történet
Az első járat 1969. június 1. közlekedett expresszvonatként Székesfehérvár és Veszprém érintésével a Savaria vonattal egyesítve. Egy időben Budapest–Balatonfüred–Tapolca–Ukk–Zalaegerszeg útvonalon közlekedett.
1997-től InterCity vonatként közlekedik. 2009 és 2013 között nem közlekedett.
2019/2020-as évi menetrendváltástól a vonat 2 órás ütemben közlekedik Hibrid-ICként.
2024. december 11-étől 2025 év végéig Veszprém és Ajka között pályakizárás miatt vonatpótlóbuszok közlekednek. A vonatok csak Budapest és Veszprém, valamint Ajka és Zalaegerszeg között közlekednek. 2025 május 1-jétől Ajka és Zalaegerszeg között sebesvonatként közlekednek. Július 5-étől augusztus 31-ig Budapest és Veszprém között néhány InterCity helyett InterRégióként közlekednek.

## Útvonal
A vonat Budapest-Déli pályaudvarról indul Székesfehérvár, Veszprém és Ukk érintésével közlekedik.

## Megállóhelyei
| Megállóhelyek         |
| --------------------- |
| 1. Budapest-Déli      |
| 2. Budapest-Kelenföld |
| 3. Székesfehérvár     |
| 4. Várpalota          |
| 5. Pétfürdő           |
| 6. Veszprém           |
| 7. Ajka               |
| 8. Jánosháza          |
| 9. Ukk                |
| 10. Zalabér-Batyk     |
| 11. Zalaszentiván     |
| 12. Zalaegerszeg      |

## Vonatösszeállítás
Vonatösszeállítás 2024. december 15-étől:
| Kocsiszám                                      | Típus                             |
| ---------------------------------------------- | --------------------------------- |
|                                                | MÁV V43 villanymozdony            |
|                                                | START By/Byee                     |
|                                                | START By/Byee                     |
|                                                | START By/Byee                     |
| 20                                             | START Bbdpmz                      |
| 21                                             | START Bpmee (csak szükség esetén) |
| Budapest felé fordított sorrendben közlekedik. |                                   |